# Luljeta
Luljeta är ett kvinnonamn av albanskan lule ’blomma’ och jetë ’liv.’
137 kvinnor har Luljeta som tilltalsnamn i Sverige (enligt en sökning år 2018).